# Coupe d'Afrique des clubs champions de basket-ball
La Coupe d'Afrique des clubs champions de basket-ball est une ancienne compétition sportive organisée par la FIBA Afrique et réunissant les clubs africains de basket-ball masculins ayant remporté leur championnat national. Depuis 2020, la Coupe a été remplacée par la Ligue africaine de basket-ball.

## Historique
La Coupe d'Afrique des clubs champions a été créée en 1971. Sa première édition a eu lieu à Bangui, capitale de la République centrafricaine. Le tournoi est d'abord organisé tous les deux ans, puis devient annuel à partir de 2004.
En 2020, la NBA et la FIBA lancent une nouvelle compétition, la Ligue africaine de basket-ball, qui remplace définitivement la Coupe d'Afrique des champions 
.

## Palmarès
| Année     | Ville hôte | Vainqueur                | Finaliste                | Troisième                                       |
| --------- | ---------- | ------------------------ | ------------------------ | ----------------------------------------------- |
| 1971      | Bangui     | Red Star                 | Stade Malien             | Zamalek SC                                      |
| 1973      | Le Caire   | Hit Trésor               | Dial Diop                | Gezira SC                                       |
| 1975      | Le Caire   | AS Forces Armées         | Zamalek SC               | Hit Trésor - 4é , club dark el-watani (algerie) |
| 1976      | Bangui     | Hit Trésor               | Zamalek SC               | AS Forces Armées                                |
| 1979      | Bangui     | AS Forces Armées         | CAMAIR                   | Spot Club                                       |
| 1981      | Bamako     | AS Forces Armées         | ASEC Mimosas             | Stade Malien                                    |
| 1983      | Dakar      | AS Police                | AS Forces Armées         | Zamalek SC                                      |
| 1985      | Maputo     | CD Maxaquene             | AS Police                | Kano Pillars                                    |
| 1987      | Alexandrie | Al Ittihad Alexandria SC | Primeiro de Agosto       | Kano Pillars                                    |
| 1989      | Abidjan    | ASEC Mimosas             | Stade Malien             | Primeiro de Agosto                              |
| 1991      | Dakar      | ASC Jeanne d'Arc         | ONCPB                    | Wydad AC                                        |
| 1992      | Le Caire   | Zamalek SC               | ASC Jeanne d'Arc         | AS Biao                                         |
| 1994      | Le Caire   | Gezira SC                | Petro Luanda             | AS Kaloum                                       |
| 1996      | Alexandrie | Gezira SC                | Al Ittihad Alexandria SC | Red Star                                        |
| 1998      | Fès        | Maghreb de Fès           | Zamalek SC               | Atlético Sport Aviação                          |
| 2000      | Abidjan    | ASEC Mimosas             | Petro Luanda             | Lagos Islanders                                 |
| 2002      | Luanda     | Primeiro de Agosto       | ASEC Mimosas             | Inter Club Brazzaville                          |
| 2004      | Le Caire   | Primeiro de Agosto       | Abidjan Basket Club      | Al Ahly                                         |
| 2005      | Abidjan    | Abidjan Basket Club      | Interclube de Luanda     | Primeiro de Agosto                              |
| 2006      | Lagos      | Petro Luanda             | Primeiro de Agosto       | Dodan Warriors                                  |
| 2007      | Luanda     | Primeiro de Agosto       | Petro Luanda             | Abidjan Basket Club                             |
| 2008      | Sousse     | Primeiro de Agosto       | Étoile sportive du Sahel | Atlético Sport Aviação                          |
| 2009      | Kigali     | Primeiro de Agosto       | Petro Luanda             | APR BC                                          |
| 2010      | Cotonou    | Primeiro de Agosto       | Condor de Yaoundé        | AS Salé                                         |
| 2011      | Salé       | Étoile Sportive du Sahel | Primeiro de Agosto       | AS Salé                                         |
| 2012      | Malabo     | Primeiro de Agosto       | Petro Luanda             | Al Ahly                                         |
| 2013      | Sousse     | Primeiro de Agosto       | Étoile Sportive du Sahel | Recreativo de Libolo                            |
| 2014      | Tunis      | Recreativo de Libolo     | Étoile sportive de Radès | Club africain                                   |
| 2015      | Luanda     | Petro Luanda             | Recreativo de Libolo     | Association sportive des FAR                    |
| 2016      | Le Caire   | Al Ahly                  | Recreativo de Libolo     | AS Salé                                         |
| 2017      | Radès      | AS Salé                  | Étoile sportive de Radès | Union sportive monastirienne                    |
| 2018-2019 | Luanda     | Primeiro de Agosto       | AS Salé                  | Smouha SC                                       |

## Bilans

### Par pays
| Pays                      | Victoires | Clubs                                                                 |
| ------------------------- | --------- | --------------------------------------------------------------------- |
| Angola                    | 12        | Primeiro de Agosto (9), Petro Luanda (2), Recreativo de Libolo (1)    |
| Sénégal                   | 5         | AS Forces Armées (3), AS Police (1), ASC Jeanne d'Arc (1)             |
| Égypte                    | 5         | Gezira SC (2), Al Ahly (1), Zamalek (1), Al Ittihad Alexandria SC (1) |
| Côte d'Ivoire             | 3         | ASEC Mimosas (2), Abidjan Basket Club (1)                             |
| République centrafricaine | 3         | Hit Trésor (2), Red Star (1)                                          |
| Maroc                     | 2         | Maghreb de Fès (1), AS Salé (1)                                       |
| Tunisie                   | 1         | Étoile Sportive du Sahel (1)                                          |
| Mozambique                | 1         | CD Maxaquene (1)                                                      |

### Par clubs
| Club                     | Pays                      | Victoires | Années                                                    |
| ------------------------ | ------------------------- | --------- | --------------------------------------------------------- |
| Primeiro de Agosto       | Angola                    | 9         | 2002, 2004, 2007, 2008, 2009, 2010, 2012, 2013, 2018-2019 |
| AS Forces Armées         | Sénégal                   | 3         | 1975, 1979, 1981                                          |
| Gezira SC                | Égypte                    | 2         | 1994, 1996                                                |
| ASEC Mimosas             | Côte d'Ivoire             | 2         | 1989, 2000                                                |
| Hit Trésor               | République centrafricaine | 2         | 1973, 1976                                                |
| Petro Luanda             | Angola                    | 2         | 2006, 2015                                                |
| AS Salé                  | Maroc                     | 1         | 2017                                                      |
| Al Ahly                  | Égypte                    | 1         | 2016                                                      |
| Recreativo de Libolo     | Angola                    | 1         | 2014                                                      |
| Étoile Sportive du Sahel | Tunisie                   | 1         | 2011                                                      |
| Abidjan Basket Club      | Côte d'Ivoire             | 1         | 2005                                                      |
| Maghreb de Fès           | Maroc                     | 1         | 1998                                                      |
| Zamalek                  | Égypte                    | 1         | 1992                                                      |
| ASC Jeanne d'Arc         | Sénégal                   | 1         | 1991                                                      |
| Al Ittihad Alexandria SC | Égypte                    | 1         | 1987                                                      |
| CD Maxaquene             | Mozambique                | 1         | 1985                                                      |
| AS Police                | Sénégal                   | 1         | 1983                                                      |
| Red Star                 | République centrafricaine | 1         | 1972                                                      |

## MVP de coupe d’Afrique des clubs champions
| Année     | Meilleur joueur       |
| --------- | --------------------- |
| 1998      | ?                     |
| 1999      | ?                     |
| 2000      | ?                     |
| 2002      | Abdel Bouckar         |
| 2004      | ?                     |
| 2005      | Stéphane Konaté       |
| 2006      | Milton Barros         |
| 2007      | Olímpio Cipriano      |
| 2008      | Joaquim Gomes "Kikas" |
| 2009      | Vladimir Geronimo     |
| 2010      | Joaquim Gomes "Kikas" |
| 2011      | Makrem Ben Romdhane   |
| 2012      | Carlos Morais         |
| 2013      | Cedric Isom (en)      |
| 2014      | Eduardo Mingas        |
| 2015      | Manny Quezada         |
| 2016      | Wayne Arnold          |
| 2017      | Abdelhakim Zouita     |
| 2018-2019 | Eduardo Mingas        |